# 1877 în literatură
Anul 1877 în literatură a implicat o serie de evenimente și cărți noi semnificative.  